# ئی‌ام‌دی جی‌پی۹
ئی‌ام‌دی جی‌پی۹ (انگلیسی: EMD GP9) یک لوکوموتیو دیزلی ساخت شرکت جنرال موتورز دیزل و الکترو-موتیو دیویژن بوده است.
این لوکوموتیو که مابین سال‌های ۱۹۵۴ تا ۱۹۶۳ تولید می‌شده دارای ۱۶ سیلندر و ۱۷۵۰ اسب بخار توان خروجی و ۱۱۷٬۷۰۰ کیلوگرم وزن بوده است.

## نگارخانه

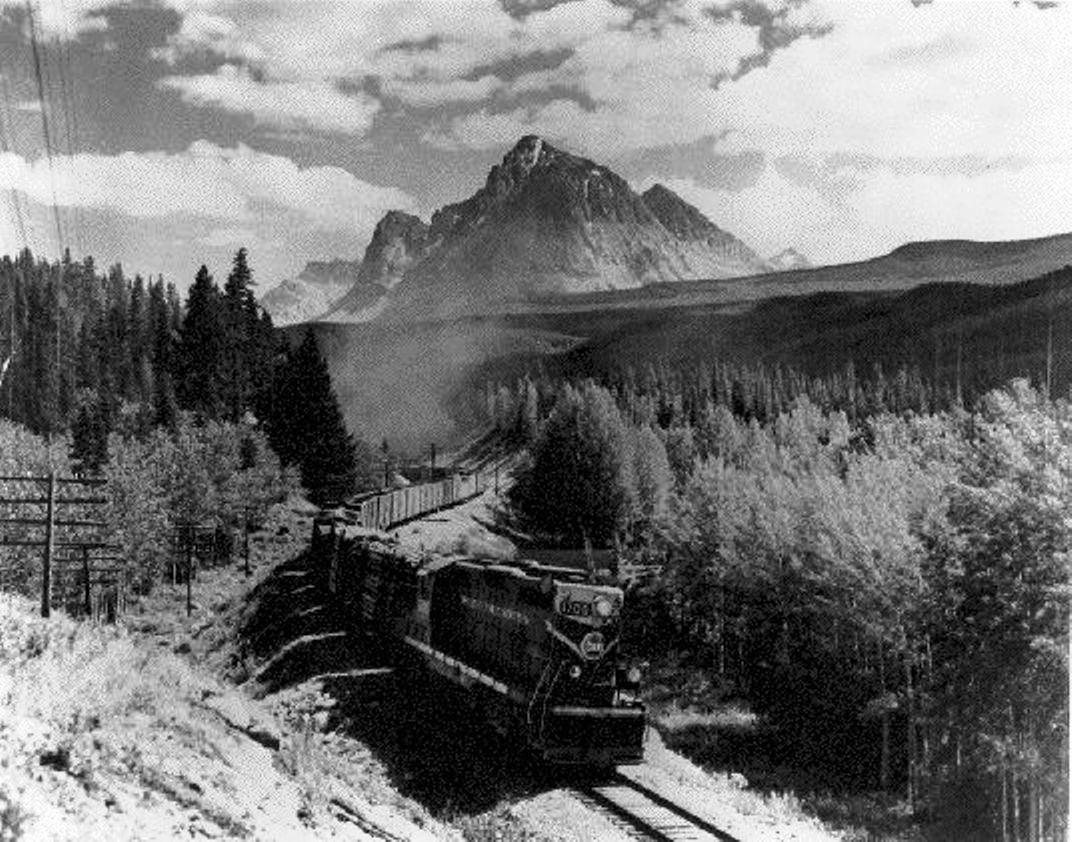
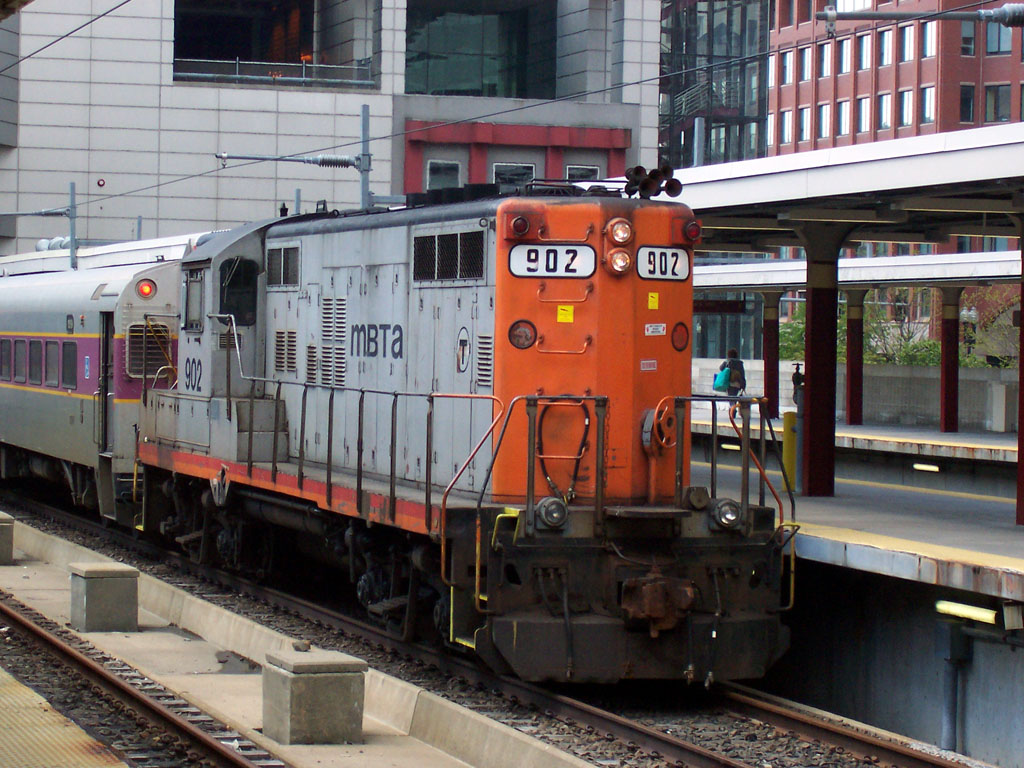
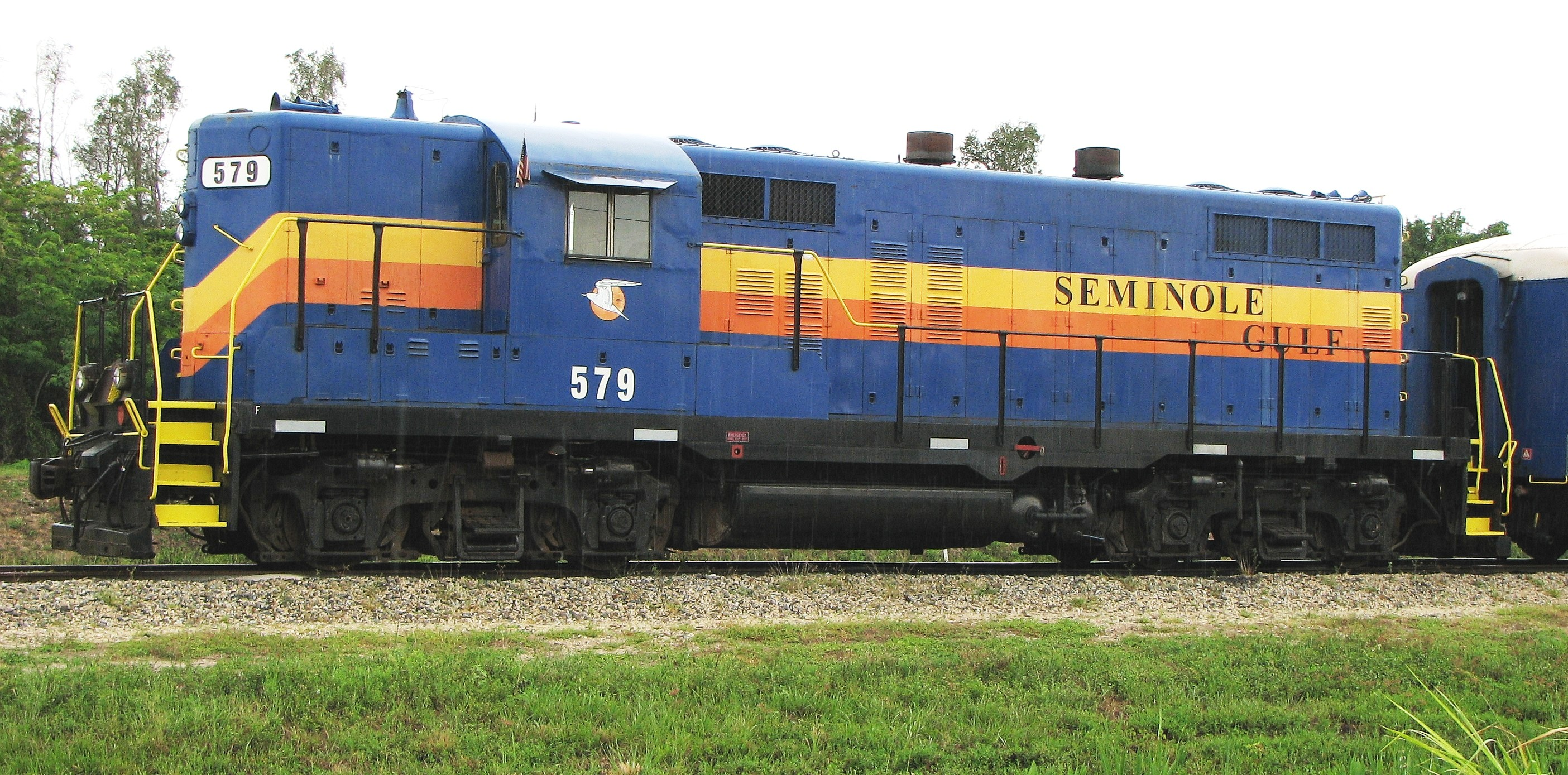
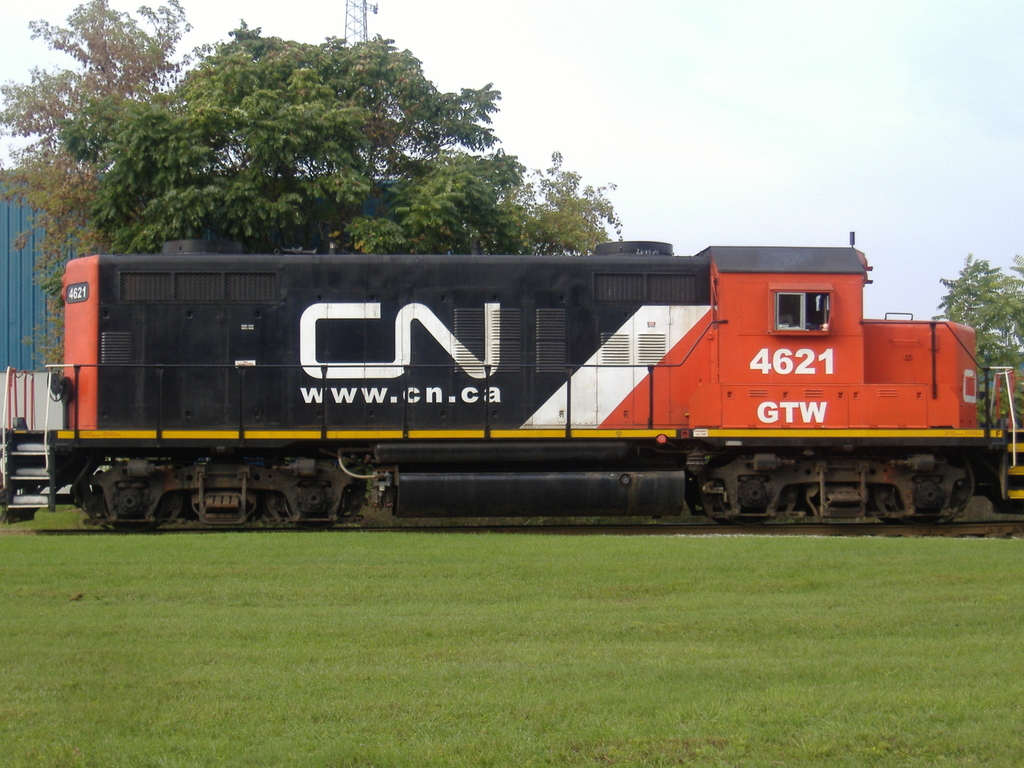
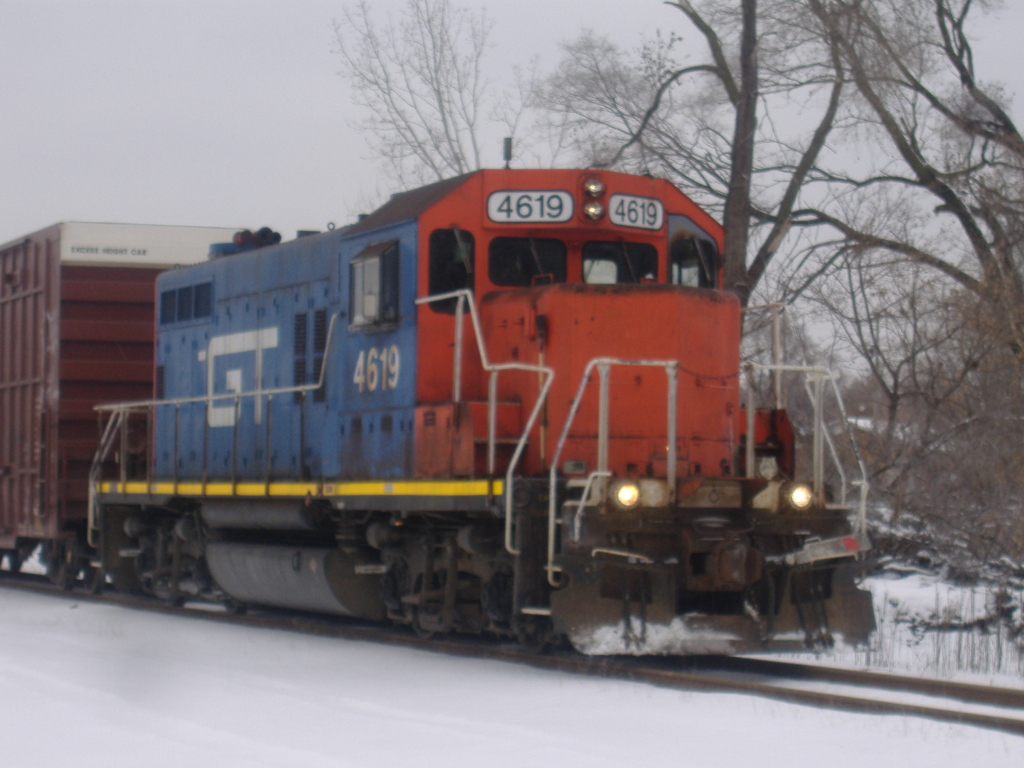
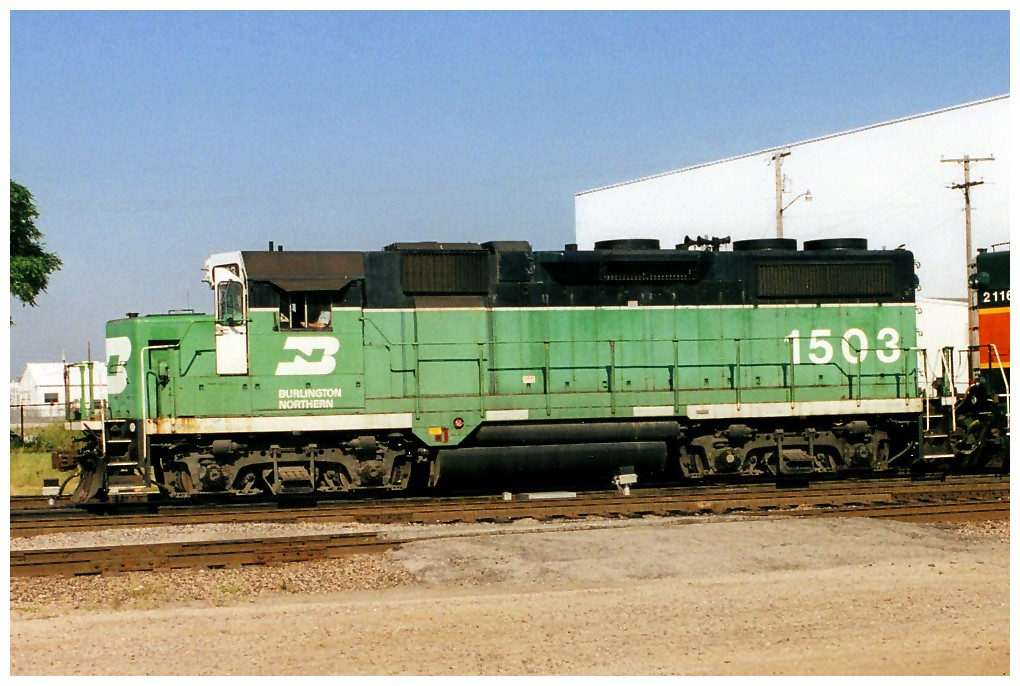
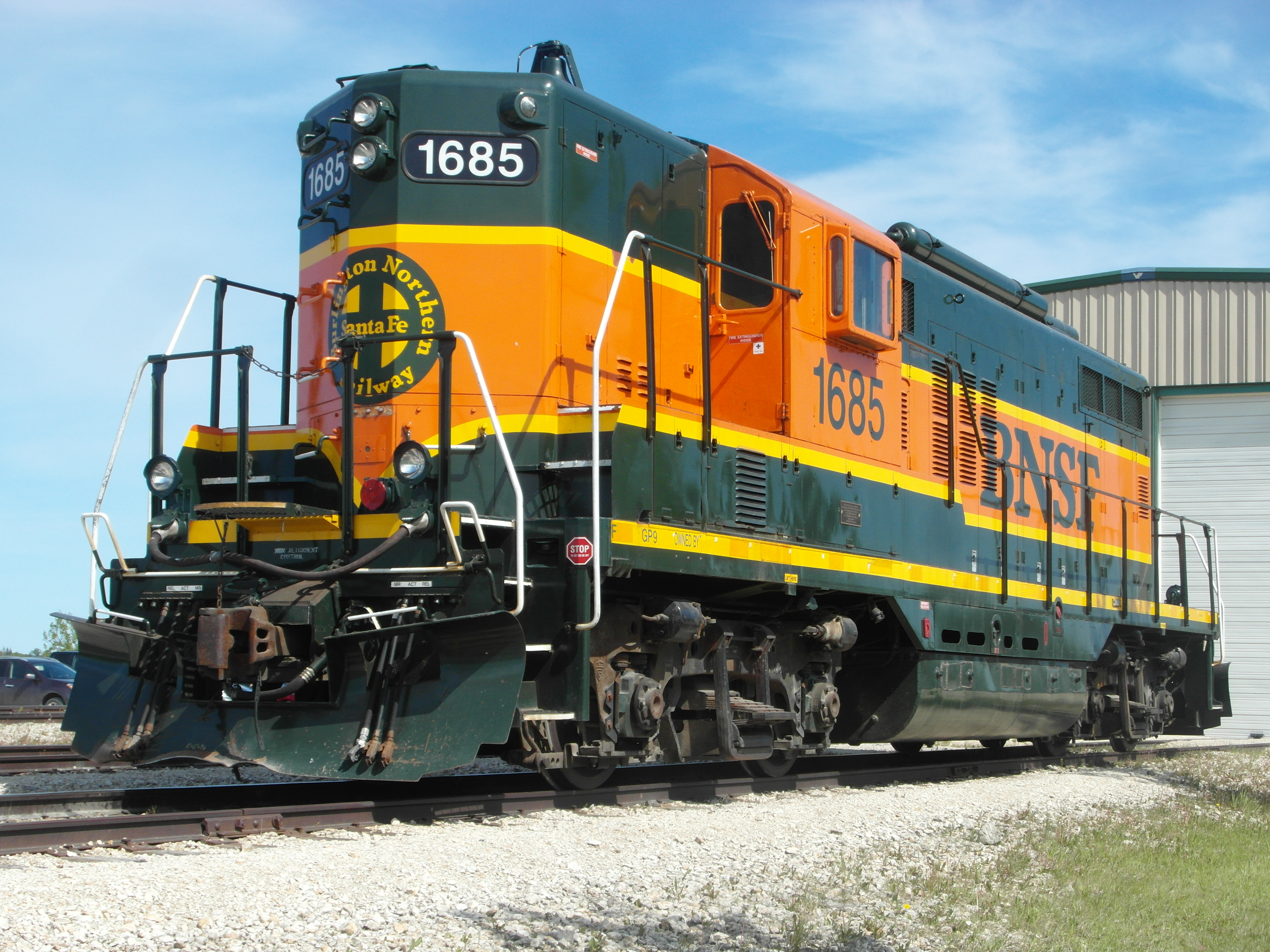